# Sudamericano Juvenil A de Rugby 2017
El Sudamericano Juvenil A de Rugby del 2017 fue una edición no oficial del torneo por ser un año bisagra, la principal categoría juvenil dejará de ser para menores de 19 años (M19) como se jugó en 2016 y pasará a ser para menores de 20 a partir del 2018. Particularmente este año, participaron Argentina y Brasil con selecciones M19 y Chile y Uruguay con M20.
Por razones organizativas, el certamen se desarrolló en la ciudad de Montevideo y no en Minas como se había anunciado previamente, igualmente se cambió el modelo de disputa en comparación con las ediciones anteriores, este año tampoco se jugaría la Sudamérica Rugby Cup Juvenil.
Se disputó de una manera poco habitual a dos rondas de partidos disputando las semifinales en el Old Christians Club mientras que la disputa del título y el tercer lugar en el Pucaru Stade Gaulois, ambos de la capital uruguaya.

## Equipos participantes
- Selección juvenil de rugby de Argentina (Pumitas M19)[3]
- Selección juvenil de rugby de Brasil (Tupís M19)[4]
- Selección juvenil de rugby de Chile (Cóndores M20)[5]
- Selección juvenil de rugby de Uruguay (Teritos M20)[6]

## Cuadro de resultados[7]
|  | Semifinales  | Semifinales |    |              | Final        | Final       |  |
|  | 29 de julio  | 29 de julio |    |              | 1 de agosto  | 1 de agosto |  |
|  |              |             |    |              |              |             |  |
|  |              |             |    |              |              |             |  |
|  | Pumitas M19  | 29          |    |              |              |             |  |
|  | Cóndores M20 | 8           |    |              |              |             |  |
|  |              |             |    |              |              |             |  |
|  |              |             |    |              |              |             |  |
|  |              |             |    |              | Teritos M20  | 12          |  |
|  |              | Pumitas M19 | 40 |              |              |             |  |
|  |              |             |    |              |              |             |  |
|  |              |             |    |              |              |             |  |
|  |              |             |    |              | Tercer lugar |             |  |
|  |              |             |    | 1 de agosto  |              |             |  |
|  | Teritos M20  | 43          |    | Cóndores M20 | 5            |             |  |
|  | Tupís M19    | 7           |    |              | Tupís M19    | 7           |  |

| Bandera de Argentina |
| Campeón Argentina    |